# Ozarba ovata
Ozarba ovata är en fjärilsart som beskrevs av Emilio Berio 1976/77. Ozarba ovata ingår i släktet Ozarba och familjen nattflyn. Inga underarter finns listade i Catalogue of Life.